# Luzia (fòssil)
Luzia (pronunciació en portuguès: [luˈzi.ɐ]) era el nom d'un esquelet del Paleolític superior d'una dona paleoamericana que va ser trobada en una cova del Brasil. Alguns arqueòlegs van creure que la jove podria haver format part de la primera onada d'immigrants a Amèrica del Sud. Duu el sobrenom de Luzia fent homenatge al famós fòssil africà Lucy, que va viure fa 3,2 milions d'anys. L'esquelet, de fa 11.500 anys, va ser trobat a Lapa Vermelha, al Brasil, l'any 1975 per l'arqueòloga Annette Laming-Emperaire. Luzia va ser completament destruïda quan el Museu Nacional de Rio de Janeiro, on es trobava el fòssil es va cremar el 2 de setembre de 2018.

## Història

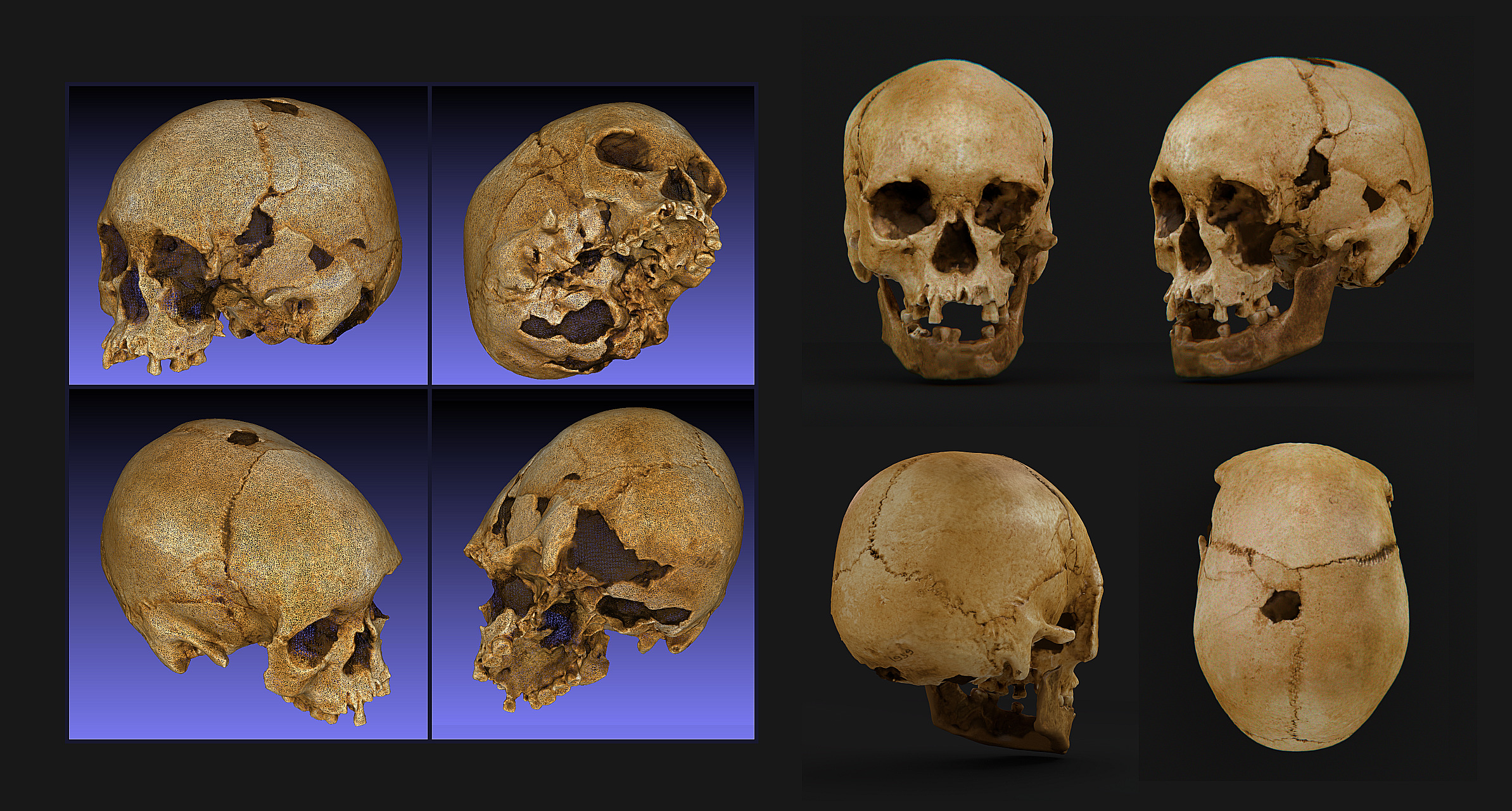
Fotogrametria de tots els costats de la calavera

Luzia va ser descoberta originàriament l'any 1975 en un abric rocós per una expedició franco-brasilera que estava treballant a prop de Belo Horizonte, al Brasil. Les restes no estaven articulades. La calavera, que estava separada de la resta de l'esquelet però que es trobava en unes condicions sorprenentment bones, va ser enterrat a una profunditat de més de 12 metres de dipòsit mineral i runa.
No hi havia més restes d'altres humans a la zona. Una nova datació dels ossos l'any 2013 va confirmar que tenien una edat de 10.030 ± 60 14C yr BP (11,243–11,710 cal BP). Luzia és un dels esquelets humans americans més antics mai descoberts. Els forenses han determinat que la Luzia va morir a una edat d'uns 20 anys. Tot i que es van trobar joguines de sílex a prop, les seves van ser les úniques restes humanes que es van trobar a la cova de Vermelha. El fòssil de Luzia va ser destruït quan el Museu Nacional de Rio de Janeiro va ser cremat, segons dades oficials.

## Anàlisi fenotípica

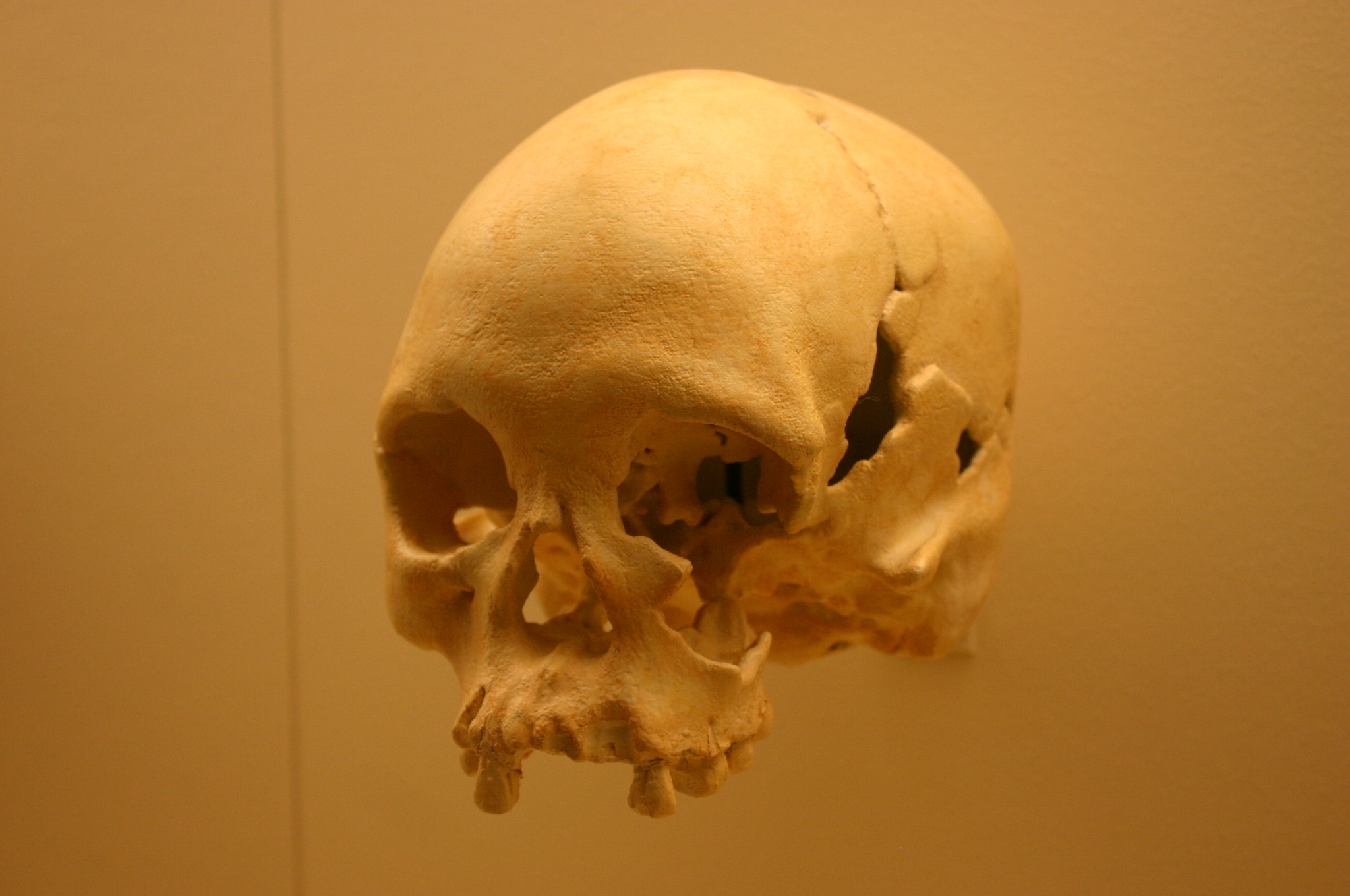
Un motlle de la calavera de Luzia al Museu Nacional d'Història Natural de Washington, DC.

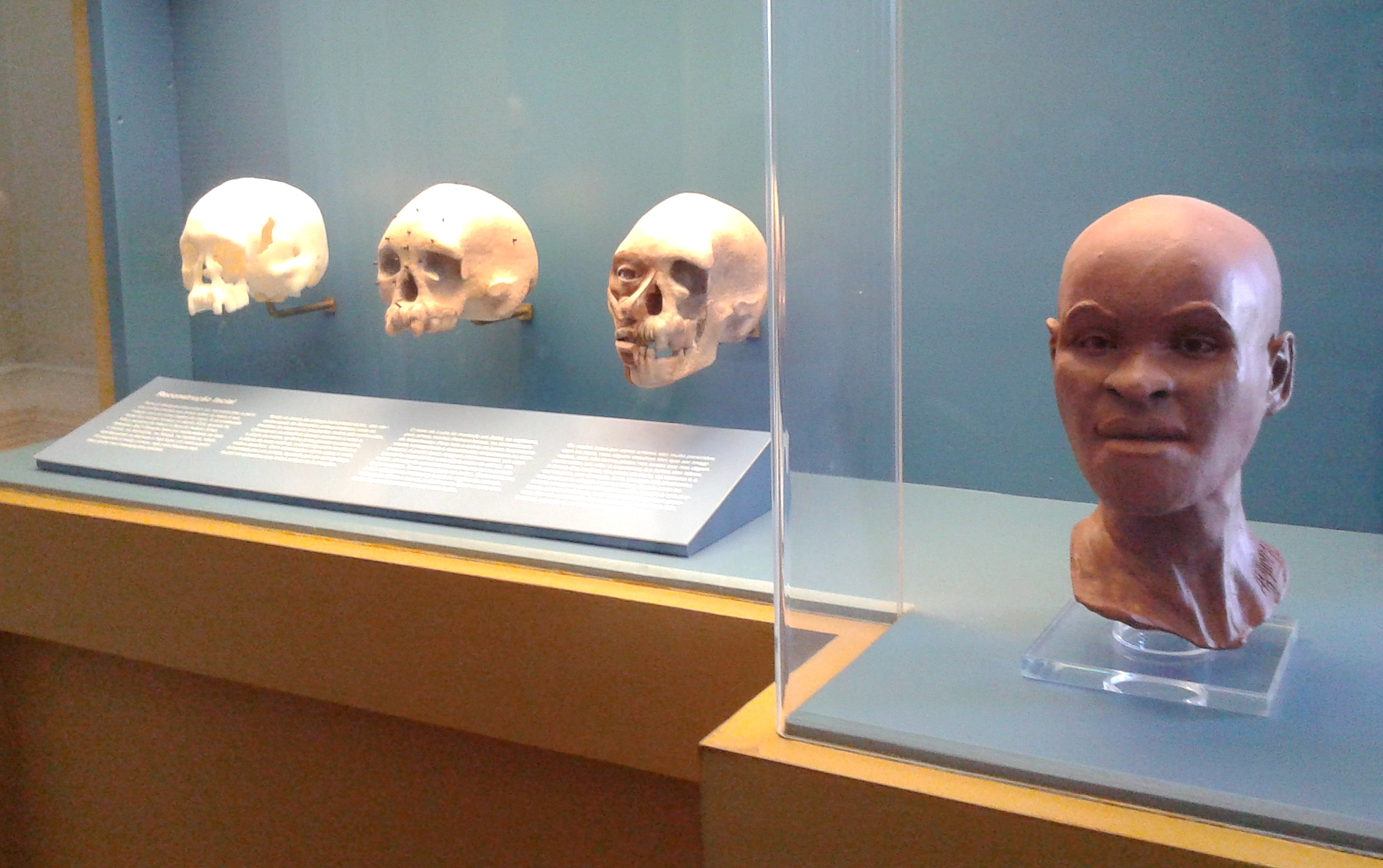
Reconstrucció facial al Museu Nacional de Rio de Janeiro

Els seus principals trets facials inclouen un crani estret i ovalat, una cara sortint i una barbeta pronunciada, sorprenentment diferent al dels seus avantpassats natius americans i indígenes siberians. Els antropòlegs sovint han comentat la semblança dels trets de la Luzia amb les faccions pròpies de la raça negra, els aborígens australians, els malenesians i els negritos del sud-est asiàtic. Walter Neves, un antropòleg de la Universitat de São Paulo, va suggerir que els trets de la Luzia s'assemblaven molt als dels pobles aborígens australians. Richard Neave de la Universitat de Manchester, que va fer una reconstrucció facial forense va descriure la Luzia com a raça negra.
Neves i altres antropòlegs brasilers van teoritzar que els predecessors paleoamericans de la Luzia van viure al sud-est asiàtic durant desenes de milers d'anys, després d'emigrar de l'Àfrica, i van començar a arribar al Nou Món fa uns 15 mil anys. Les dates més antigues d'un jaciment arqueològic a les Amèriques són 18.500 i 14.500 cal BP. al Monte Verde al sud de Xile. Alguns antropòlegs tenien la hipòtesi que poblats de la costa de l'Àsia oriental van migrar en barques a través de l'arxipèlag de Kuril, la costa de Bering i a través de la costa oest de les Amèriques durant el declivi de l'últim màxim glacial.
Les conclusions de Neves han estat superades per la recerca desenvolupada pels antropòlegs Rolando Gonzalez-Jose, Frank Williams i William Armelagos que han demostrat en els seus estudis que la variabilitat craneo-encefàlica podria ser simplement deguda a la deriva genètica i a altres factors que afecten la plasticitat craneo-encefàlica en els natius americans.
Una comparació, l'any 2005, d'espècimens de Lagoa Santa amb persones Aimoré modernes de la mateixa regió també va demostrar fortes afinitats, i com a conseqüència, Neves va classificar el Botocudos com a paleoamericà.

## Antropometria
Luzia feia uns 1,5 metres d'alçada, de la qual es va trobar una tercera part de l'esquelet. Les seves restes semblen indicar que va morir o bé d'un accident o com a resultat d'un atac d'un animal. Era membre del grup dels caçadors-recol·lector.